# Jahenns Manigat
Jahenns-Ley Manigat (Montréal, 29 giugno 1991) è un cestista canadese, professionista in Europa.

## Palmarès

### Squadra
- Lega Baltica: 1

Pieno žvaigždės: 2017-18

### Individuale
- MVP Lega Baltica: 1

Pieno žvaigždės: 2017-18
- All-CEBL Second Team (2020)